# USS Whipple (DD-15)
USS Whipple (DD-15) – amerykański niszczyciel typu Truxtun. Jego patronem był Abraham Whipple.
Stępkę okrętu położono 13 listopada 1899 w stoczni Maryland Steel Company w Sparrows Point (Maryland). Zwodowano go 15 sierpnia 1901, matką chrzestną była Elsie Pope. Jednostka weszła do służby w US Navy 17 lutego 1903, jej pierwszym dowódcą był Lieutenant Jehu V. Chase.
Okręt był w służbie w czasie I wojny światowej. Działał jako jednostka eskortowa na wodach amerykańskich i europejskich.
Wycofany ze służby 7 lipca 1919 został sprzedany na złom 3 stycznia 1920.